# Peter Loris
Peter Loris (* 23. Dezember 1876 in Jahrmarkt, Königreich Ungarn; † 2. Oktober 1952 ebenda) war ein banatschwäbischer Kapellmeister und Komponist.

## Leben
Als 15-Jähriger spielte Peter Loris die Solotrompete in der Dorfkapelle. Ab 1897 war er Regiments- und Theatermusiker in Szegedin. Dort kam er mit der klassischen Musikliteratur jener Zeit in Berührung. Nach zehn Jahren kehrte er in sein Banater Heimatdorf zurück und übernahm im Jahre 1908 die Leitung der sich gerade im Auflösen befindenden Dorfkapelle. Im Ersten Weltkrieg diente Loris im k.u.k Infanterieregiment Nr. 61 in Szegedin (nach einer anderen Quelle wurde er einberufen zum Husarenregiment Nr. 5). In der Zwischenkriegszeit gab die Loris-Kapelle Konzerte, wobei auch immer wieder Kompositionen des Kapellmeisters Peter Loris aufgeführt wurden. Nach dem Zweiten Weltkrieg reichte er den Taktstock seinem Sohn Ignatz Loris (1905–1971) weiter, der ihn dem dritten Dirigenten der Familie, 'Mathias Loris sen. (1927–2001), übergab. Die Loris-Kapelle entwickelte sich unter der Leitung des vierten Dirigenten der Familie – im Banat sprach man von der Loris-Dynastie –, Mathias Loris jun. (* 1951), zu einer der besten Blaskapellen Rumäniens. In den 1980er Jahren löste die Kapelle sich wegen der Auswanderung ihrer Musikanten nach Deutschland auf. Auch der Bruder des Gründers der Loris-Kapelle, Martin Loris (1886–1966), war ein Musiker, der neben Jahrmarkt auch in der Gemeinde Sackelhausen und in der Kreisstadt Temeswar als Kapellmeister tätig war.

## Werke
- Zwei Herzen und doch nur eins, Lied – erste dokumentierte Aufführung: 6. Februar 1909
- Erinnerung an die ruhmreichen Jahre, Potpourri – 6. Februar 1909
- Jubiläumsmarsch – 7. Februar 1920
- Musikantenstreich, Potpourri – 7. Februar 1920
- Frei und kühn, Marsch – 7. Februar 1920
- Fest und einig, Marsch – 6. Februar 1923
- Oh, gedenket meiner, Romanze – 6. Februar 1923
- Für Ruhm und Ehre, Marsch – 28. Februar 1924
- Traurige Verschwörung in der Ferne, Romanze – 11. Februar 1928
- Wie berührt mich mein Lebenslauf, Romanze – 4. Februar 1937
- Mein stilles Weh, Romanze – 18. Februar 1939
- Gruß aus Jahrmarkt, Marsch
- Großvaters Liebe, Polka
- Erinnerungsblätter, Walzer
- Sophie, Polka
- Blasmusikbearbeitungen mehrerer Kirchenchoräle

## Tonträger
- Gruß aus Jahrmarkt, Marsch (komponiert in der Zwischenkriegszeit); 1.) Single „Salutări din Giarmata“, Fanfara in Giarmata, jud. Timiş, Dirijor: Mathias Loris; Electrecord, Bukarest, 1977; 2.) CD „Musik aus der Heimat“ – Mathias Loris und seine Donauschwäbischen Musikanten; LC 01260 GEMA; 3.) Titelmusik im Dokumentarfilm „Salutări din Giarmata“; Sahia Film, Bukarest, 1978.
- Großvaters Liebe, Polka; 1.) MC 85/11011 „So klingt’s bei uns daheim“ – Donauschwäbische Musikanten mit Franz Keller & Mathias Loris; 1985; 2.) CD-Sampler „Blasmusik der Donauschwaben in historischen Aufnahmen (von 1945 bis 1998)“; Pedro Records, GEMA RR4822; 1999
- Erinnerungsblätter, Walzer; 1.) CD-Sampler „Schöne Erinnerungen – Perlen Donauschwäbischer Blasmusik“ – Mathias Loris und seine Donauschwäbischen Musikanten, Tyrolis Music, Disc 352272
- Sophie, Polka; 1.) CD „Aus der Jugendzeit“ – Original Donauschwäbische Blasmusik, Ltg. Mathias Loris –Produziert vom Freundeskreis Donauschwäbischer Blasmusik e.V., 2011, DB012011